# Erasmus Kittler

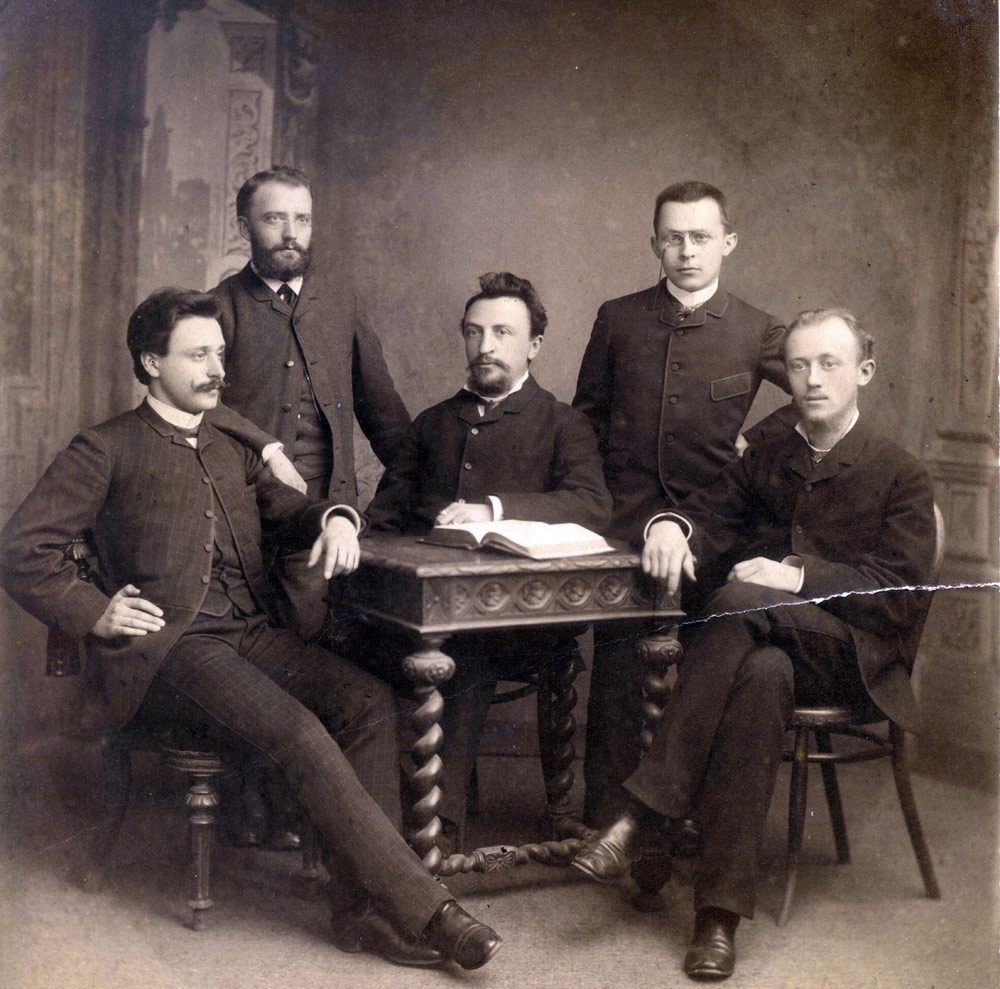
Erasmus Kittler ze swoimi studentami, Michał Doliwo-Dobrowolski pierwszy z prawej

Erasmus Kittler (ur. 25 czerwca 1852 w Schwabach, zm. 14 marca 1929 w Darmstadt) – niemiecki fizyk, pionier elektrotechniki.

## Życiorys

### Edukacja
Urodził się jako syn krawca Philippa Kittlera i Dorothei Marii Kittler (z d. Buhl). W latach 1871–1874 pracował jako nauczyciel w Norymberdze, jednocześnie przygotowując się do matury, którą zdał w 1875 r. w tymże mieście. W latach 1875–1876 studiował matematykę i fizykę w Wyższej Szkole Technicznej w Monachium, a następnie na Uniwersytecie w Würzburgu. W 1879 r. zdał egzamin nauczycielski uprawniający do nauczania matematyki i fizyki. W czasie studiów był członkiem akademickiego chóru Akademische Gesangverein Würzburg. W 1879 r. został zatrudniony na stanowisku asystenta prof. Wilhelma von Beetza w Instytucie Fizyki Wyższej Szkoły Technicznej w Monachium. W 1880 r. obronił pracę doktorską napisaną pod kierunkiem Friedricha Kohlrauscha na Uniwersytecie w Würzburgu. W 1881 r. otrzymał stopień doktora habilitowanego w Wyższej Szkole Technicznej w Monachium.

### Praca zawodowa
W 1882 r. w Wyższej Szkole Technicznej w Darmstadt utworzono pierwszą na świecie katedrę elektrotechniki, a na stanowisko jej kierownika powołano Kittlera. 12 kwietnia 1882 r. poślubił Karoline Friederike Sigismunde Hüttlinger. W 1883 r. Kittler stworzył pierwszy program kształcenia w dziedzinie elektrotechniki i rozpoczął nauczanie inżynierów elektryków, pilnie potrzebnych do elektryfikacji kraju. Program przewidywał czteroletnią naukę elektrotechniki zakończoną egzaminem. Pierwsze cztery semestry obejmowały oprócz nauki elektrotechniki także podstawy nauk inżynierskich: matematyki, fizyki, chemii i techniki maszyn. Na piątym i szóstym semestrze studenci zdobywali wiedzę z takich działów elektrotechniki jak: metrologia, napęd elektryczny, przesył energii, kolej elektryczna, technika oświetleniowa, a w późniejszym czasie także z techniki wysokich napięć. W 1887 r. Kittler został członkiem Niemieckiej Akademii Przyrodników Leopoldina.
Do najbardziej znanych uczniów Kittlera należą: Michał Doliwo-Dobrowolski, Carl Hering, Clarence Feldmann, Waldemar Petersen i Leo Pungs. Kittler napisał jedną z pierwszych niemieckich książek o elektrotechnice: Handbuch der Elektrotechnik.
Erasmus Kittler odszedł z pracy na uczelni w 1915 r. Z okazji przejścia na emeryturę Wyższa Szkoła Techniczna w Darmstadt przyznała mu „po wielu latach pomyślnego nauczania w podziękowaniu za jego zasługi dla rozwoju uczelni” tytuł doktora honoris causa.

### Upamiętnienie
Zmarł 14 marca 1929 r. w Darmstadt. Pochowany został na cmentarzu Waldfriedhof Darmstadt.
Uniwersytet Techniczny w Darmstadt przyznaje od 1977 r. Medal im. Erasmusa Kittlera. Postać Kittlera uhonorowano w Darmstadt nadając jego imię jednej ze szkół (Erasmus-Kittler-Schule) i ulic (Kittlerstraße, 1919) w dzielnicy Martinsviertel. Ponadto co dwa lata przez fundację Entega przyznawana jest Nagroda im. Erasmusa Kittlera.